# Kératohyaline

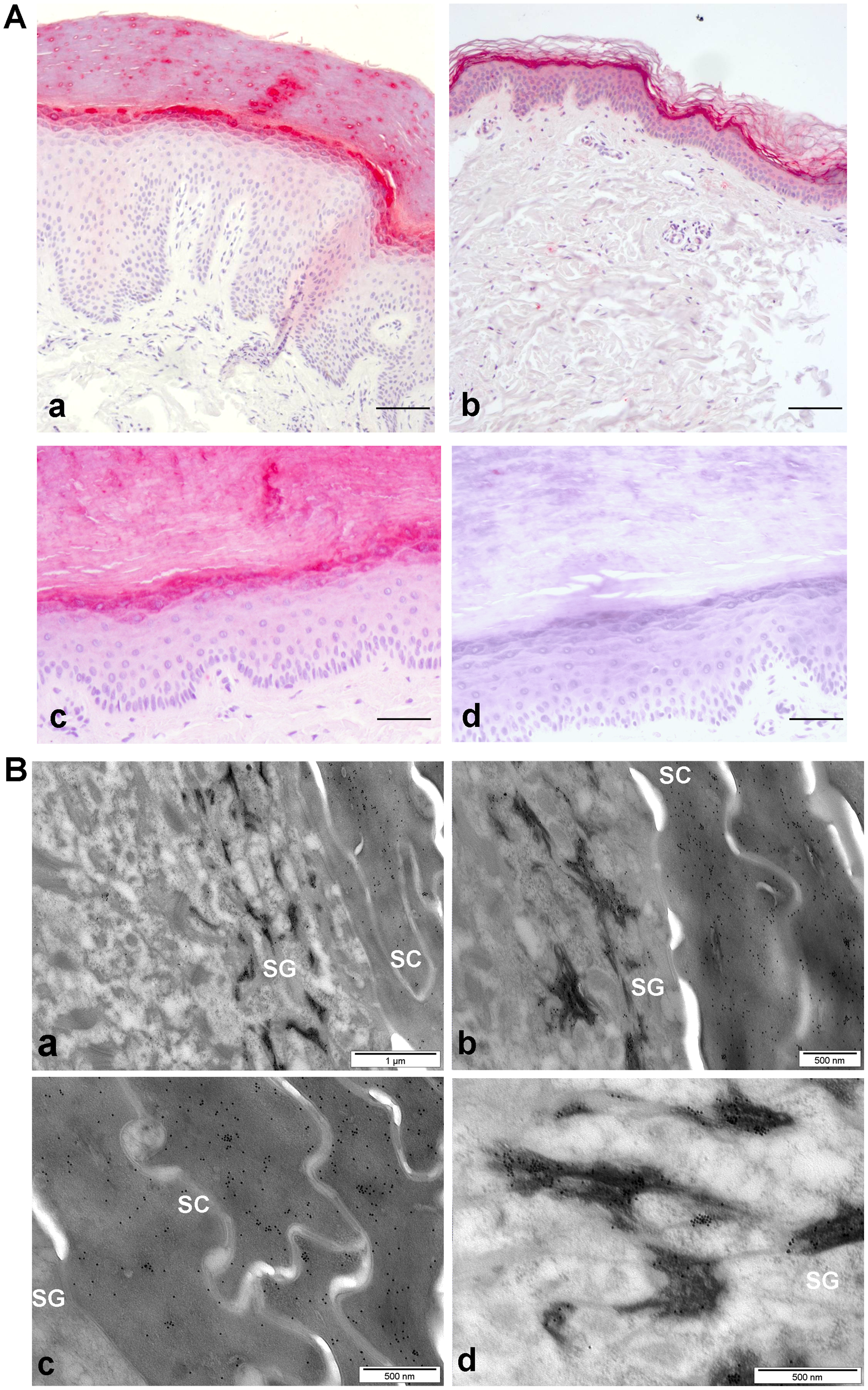
Granules de kératohyaline (illustration d).

La kératohyaline est une protéine structurale qui s'observe sous forme de granules dans le cytoplasme des cellules du stratum granulosum et dans les corpuscules de Hassal du thymus. Les grains de kératohyaline, très basophiles, sont composés de particules de 2 nm traversés par des faisceaux de tonofilaments et sont visibles en microscopie optique. 

## Structure
Les granules de kératohyaline contiennent plusieurs populations de protéines : loricrine, involucrine et profilaggrine.

## Fonction
La kératohyaline intervient dans le processus de maturation dite de « kératinisation » ou différenciation terminale de l'épiderme et des corpuscules de Hassal. Les granulations typiques correspondent à l'accumulation d'éléidine et de kératohyaline, précurseurs de la kératine molle de la peau, par opposition à la kératine dure des phanères.